# Phrynopus

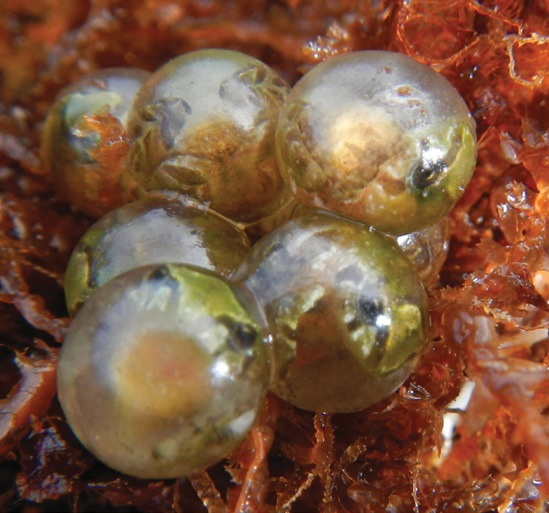
Gelege von Phrynopus tribulosus

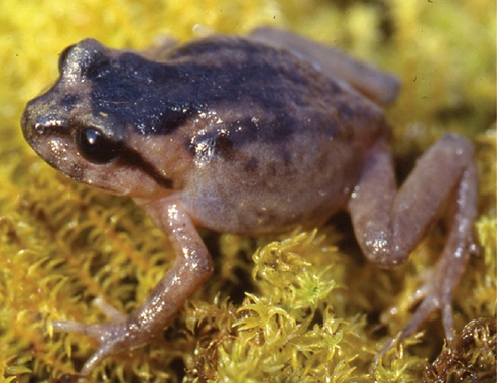
Phrynopus kauneorum

Phrynopus ist eine Gattung der Froschlurche aus der Familie Strabomantidae. Die kleinen Frösche leben endemisch in den Anden Perus.

## Merkmale
Die größte Art der Gattung ist Phrynopus inti, bei der die Weibchen etwas größer als 4 Zentimeter werden können. Der Körperbau ist robust, die Gliedmaßen sind verhältnismäßig schwach und kurz. Die Finger und Zehen sind sehr dünn, die Spitzen sind nur schwach verbreitert.
Mit Ausnahme von drei Arten ist bei allen Fröschen dieser Gattung kein Tympanum ausgebildet. Nicht nur das Trommelfell fehlt, sondern in verschiedenem Ausmaß sind auch Strukturen des Innenohres reduziert. Gehörlosigkeit ist bei den Fröschen dieser Gattung der Grund, dass auch die Fähigkeit der Männchen, mit Paarungsrufen Weibchen anzulocken, völlig verloren gegangen ist. Wie die Herausbildung der Arten ohne diese akustischen Selektionsmechanismen funktioniert, ist noch nicht erforscht. Bei einigen anderen Froschfamilien ist auch bei fehlendem Tympanum noch die Fähigkeit zur Lautäußerung erhalten geblieben, beispielsweise bei den Bombinatoridae, Brachycephalidae, Bufonidae und Sooglossidae. Speziell die niederfrequenten Töne können dann über andere anatomische Strukturen wahrgenommen und an das Innenohr weitergeleitet werden.
Ihre äußeren Merkmale scheinen Anpassungen an das Leben im Moos und auf Gras zu sein, die auch bei anderen Gattungen der Familie Strabomantidae zu finden sind. Einige Arten der Gattung Pristimantis, beispielsweise Pristimantis attenboroughi und Pristimantis puipui, die dieselben ökologischen Nischen besetzen, weisen dieselben Körpermerkmale auf und sind nur durch molekularbiologische Untersuchungen sicher von Phrynopus-Arten zu unterscheiden. Es handelt sich dabei um konvergente Anpassungen.

## Verbreitung und Lebensraum
Die Vertreter der Gattung sind ausschließlich in der peruanischen Andenregion im Norden und im Zentrum des Landes verbreitet. Sie leben in Höhenstufen zwischen 2600 und 4500 Metern, in den hochgelegenen Nebelwäldern und der Graslandschaft (Puna) in Höhen ab 4000 Metern über dem Meeresspiegel.

## Arten
Bis zum Jahr 2008 wurde das Taxon in anderer Artenzusammensetzung innerhalb der paraphyletischen Familie der Südfrösche (Leptodactylidae i. w. S.) geführt. Ehemalige Phrynopus-Arten finden sich nun in zahlreichen anderen Gattungen der Strabomantidae wieder, einige sogar in anderen Familien (Microhylidae, Leiuperinae).
Die Gattung umfasst 37 Arten:
Stand: 21. Oktober 2024
- Phrynopus anancites Rodríguez & Catenazzi, 2017[3]
- Phrynopus apumantarum Chávez, García Ayachi & Catenazzi, 2023[5]
- Phrynopus auriculatus Duellman & Hedges, 2008
- Phrynopus badius Lehr, Moravec & Cusi, 2012[6]
- Phrynopus barthlenae Lehr & Aguilar, 2002
- Phrynopus bracki Hedges, 1990
- Phrynopus bufoides Lehr, Lundberg & Aguilar, 2005
- Phrynopus capitalis Rodríguez & Catenazzi, 2017[3]
- Phrynopus chaparroi Mamani & Malqui, 2014
- Phrynopus daemon Chávez, Santa Cruz, Rodríguez & Lehr, 2015[7]
- Phrynopus dagmarae Lehr, Aguilar & Köhler, 2002
- Phrynopus dumicola Rodríguez & Catenazzi, 2017[3]
- Phrynopus heimorum Lehr, 2001
- Phrynopus horstpauli Lehr, Köhler & Ponce, 2000
- Phrynopus interstinctus Lehr & Oróz, 2012[8]
- Phrynopus inti Lehr, von May, Moravec & Cusi, 2017[1]
- Phrynopus juninensis (Shreve, 1938)
- Phrynopus kauneorum Lehr, Aguilar & Köhler, 2002
- Phrynopus kotosh Lehr, 2007
- Phrynopus lapidoides Lehr & Rodríguez, 2017[9]
- Phrynopus lechriorhynchus Trueb & Lehr, 2008
- Phrynopus mariellaleo Venegas, Barboza, De la Riva & Padial, 2018[10]
- Phrynopus miroslawae Chaparro, Padial & De la Riva, 2008
- Phrynopus montium (Shreve, 1938)
- Phrynopus oblivius Lehr, 2007
- Phrynopus personatus Rodríguez & Catenazzi, 2017[3]
- Phrynopus paucari Lehr, Lundberg & Aguilar, 2005
- Phrynopus peruanus Peters, 1873
- Phrynopus pesantesi Lehr, Lundberg & Aguilar, 2005
- Phrynopus remotum Chávez, García Ayachi & Catenazzi, 2020[11]
- Phrynopus sancristobali Díaz, Mamani & Catenazzi, 2023[12]
- Phrynopus tautzorum Lehr & Aguilar, 2003
- Phrynopus thompsoni Duellman, 2000
- Phrynopus tribulosus Duellman & Hedges, 2008
- Phrynopus unchog Lehr & Rodríguez, 2017[9]
- Phrynopus valquii Chávez, Santa Cruz, Rodríguez & Lehr, 2015[7]
- Phrynopus vestigiatus Lehr & Oróz, 2012[8]

Phrynopus ayacucho wurde in die Gattung Oreobates gestellt.
Phrynopus nicoleae Chaparro, Padial & De la Riva, 2008, und Phrynopus curator Lehr, Moravec & Cusi, 2012, sind Juniorsynonyme von Phrynopus tribulosus.